# Onthophagus cavia
Onthophagus cavia är en skalbaggsart som beskrevs av Antoine Boucomont 1914. Onthophagus cavia ingår i släktet Onthophagus och familjen bladhorningar. Inga underarter finns listade i Catalogue of Life.